# Cowon
Cowon Systems, Inc. — южнокорейская компания, основанная в 1995 году. Основными направлениями деятельности компании являются производство цифровых плееров (под маркой iAudio; с 2000 года) и разработка программного обеспечения. В последние годы линейка продукции значительно расширилась: теперь компания производит наушники, колонки, автомобильные видеорегистраторы и зарядные устройства.

## История компании
Плееры iAUDIO используют уникальные технологии воспроизведения музыки, созданные COWON в сотрудничестве с их партнером BBE Sound Inc. – признанной компанией в области обработки звука.
Компания COWON была основана в 1995 году в Южной Корее. Первой продукцией фирмы было программное обеспечение для обработки и воспроизведения звука Jet-Audio, впоследствии завоевавшее престижные награды CNET, ZDNet, TUCOWS. Первыми крупными заказчиками её продукции были такие всем известные IT-компании, как Fujitsu и NEC, которые в 1999-2000 гг. комплектовали свои ПК программным обеспечением Jet-Audio.
В 2000 году был выпущен первый компактный MP3-плеер iAUDIO CW100 весом всего 40 г.
В 2003 году компания COWON попадает в число 50-ти наиболее быстро развивающихся компаний в сфере высоких технологий и награждается как лучшая фирма Кореи в номинации «Качество продукции».
В 2006 году COWON заключает крупные экспортные контракты в Европе. Европейские IT-эксперты (T3 Magazine) присуждают модели A2 наивысший рейтинг.
Год от года Cowon добавляет в свой ассортимент все больше интересных новинок, среди которых появляются первые bluetooth-колонки, двухкамерные видеорегистраторы и даже mp3-плееры со счётчиком калорий и шагомером.

## Портативные плееры

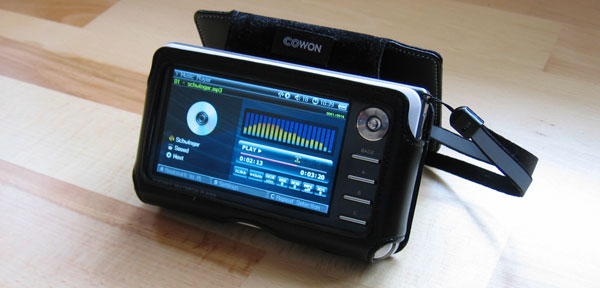
Cowon A2

На российском рынке продаются mp3-плееры Cowon под маркой iAudio и медиаплееры Cowon.
Под маркой iAudio выпускаются как плееры с флэш-памятью (CW100 и CW100s, CW200 и CW250, CW300, J3, C2, V5, X9 и другие), так и с накопителями на жёстком диске (A2, A3, X7 и прочие).
На сегодняшний день в продаже можно найти mp3-плееры iAudio E3, iAudio 9+, iAudio 9, iAudio 10, iAudio E2.
Актуальные модели медиаплееров — Cowon M2, Cowon X9, Cowon A5, Cowon Z2 Plenue, COWON C2, Cowon D3 plenue — мобильный планшет на Android 2.1, COWON X7 и COWON V5.
Кстати, первый в мире 3D-плеер тоже выпустила компания Cowon — Cowon 3D.

## Наушники
В каталоге компании имеются три модели наушников, отлично сочетающихся с продукцией Cowon. Среди них внутриканальные вставки COWON CE1 Архивная копия от 27 июля 2014 на Wayback Machine, гарнитура с микрофоном на шнуре COWON EM1 Архивная копия от 27 июля 2014 на Wayback Machine, но жемчужина коллекции — уникальные гибридные наушники COWON EH2 Архивная копия от 31 марта 2014 на Wayback Machine – гибридные арматурно-динамические наушники вставного типа, выполненные в металлическом корпусе. В модели используется по две мембраны на канал: арматурный для высоких частот и динамический для низких, что, по заявлению фирмы, в сочетании с технологией тюнинга должно улучшить звук.

## Видеорегистраторы
На сегодняшний день в продаже можно найти четыре автогаджета, выпускающихся под брендом Cowon.
Первым в 2012 году на рынок вышел видеорегистратор COWON Auto Capsule AC1 Архивная копия от 31 марта 2014 на Wayback Machine, снимающий в HD-разрешении 720p.
Настоящим прорывом стал выпуск в апреле 2013 года автогаджета COWON Auto Capsule AW1 Архивная копия от 1 марта 2014 на Wayback Machine, пишущего в Full HD-разрешении 1080p и оснащенного Wi-Fi-модулем.
Спустя несколько месяцев, в конце лета того же года, конструкторы компании предложили автомобилистам новый регистратор — COWON AE1 Архивная копия от 1 апреля 2014 на Wayback Machine, оснащенный сенсорным дисплеем Samsung с диагональю 2,8”, который в 2014 году получил премию Международного дизайнерского конкурса iF Design Award.
Последним на текущий момент обновлением линейки стал двухкамерный видеорегистратор COWON AF2 Архивная копия от 3 апреля 2014 на Wayback Machine с большим – диагональ 3,5 дюйма – сенсорным дисплеем.

## Колонки
В линейке Cowon есть одна акустическая колонка COWON SP2 Архивная копия от 2 апреля 2014 на Wayback Machine. Устройство оснащено ёмким аккумулятором, позволяющим колонке работать до 10 часов в режиме трансляции музыки и около 800 часов в режиме ожидания сигнала. Модель имеет беспроводной модуль, позволяющий подключаться к различным устройствам как в стандартном режиме Bluetooth, так и при помощи NFC (достаточно включить этот режим в настройках плеера и положить его на колонку). COWON SP2 поддерживает режим Hands free, что позволяет принять входящий звонок в процессе воспроизведения

## Пауэрбанки
В 2013 году Cowon выпустил первое зарядное устройство. Пауэрбанк Cowon BP2 Архивная копия от 31 марта 2014 на Wayback Machine предназначен для подзарядки электронных устройств током до 2 ампер в условиях удалённости от электрических сетей. Устройство обеспечивает пролонгированную работу плееров, смартфонов, планшетов и других гаджетов. Cowon BP2 имеет встроенный аккумулятор ёмкостью 9200 мАч.

## Программное обеспечение

### jetAudio
jetAudio — мультимедийный плеер. Проигрывает большинство существующих на данный момент форматов аудиоданных, а также имеет функции кодирования CD в MP3 и кодирования аудио и видео в форматы, воспроизводимые портативными устройствами Cowon. Входит в комплект поставки всех производимых компанией плееров.

### Другие программы
Другие программы Cowon, например, jetCast, JetToolBar и jetMailMonitor, доступны для бесплатного скачивания с официального сайта компании.